# Socket 370

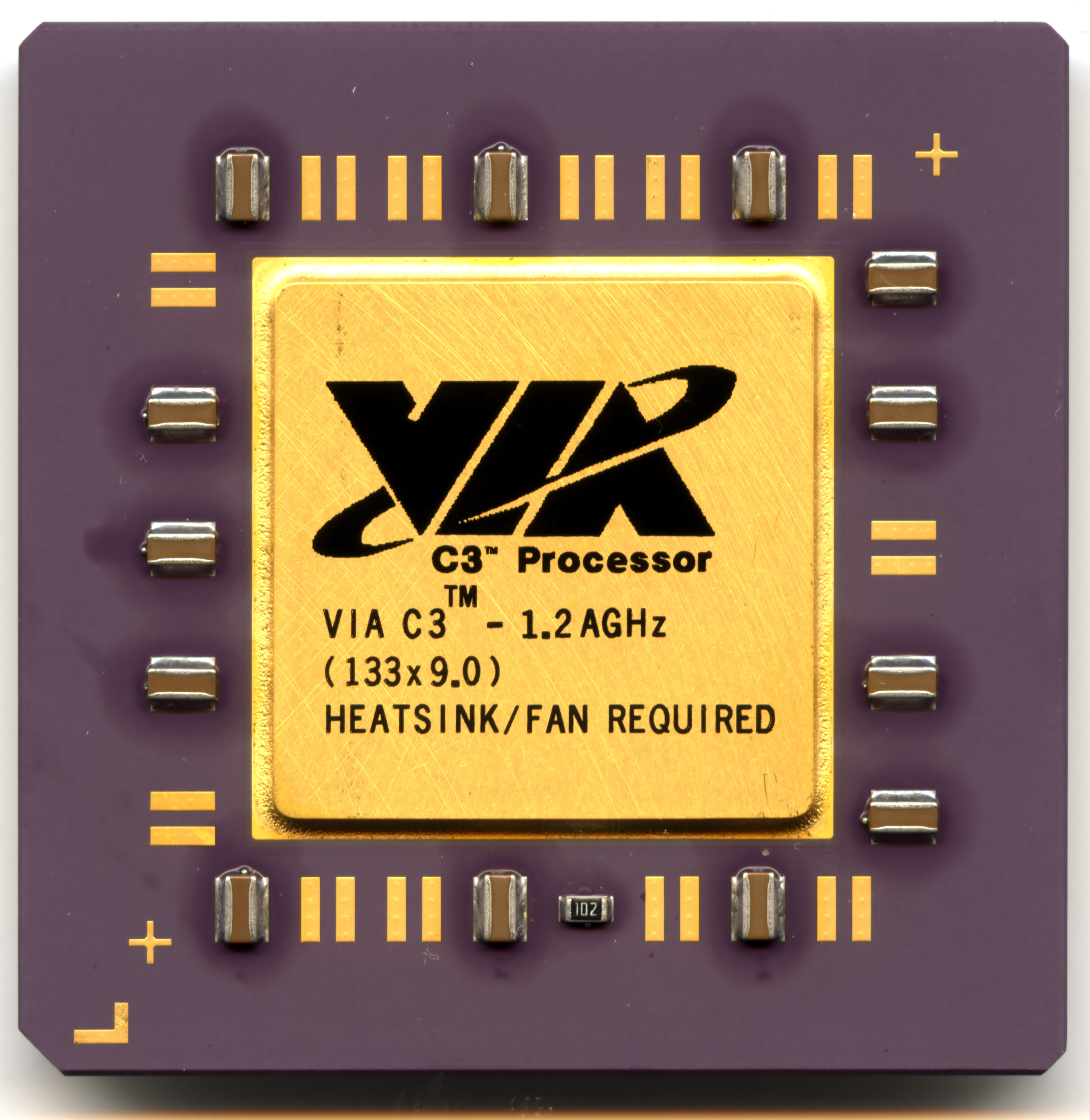
Microprocesador VIA C3 1.2 GHz Nehemiah C5XL CPGA socket-370

El Socket 370 es un tipo de conector para microprocesadores, usado por primera vez por la empresa Intel para sus procesadores Intel Pentium III e Intel Celeron en sustitución en los ordenadores personales de la vieja interfaz de ranura Slot 1. El 370 se refiere al número de orificios en el zócalo para los pines del procesador. Las versiones modernas del zócalo 370 se encuentran generalmente en las placas base Mini-ITX y en los sistemas integrados.
Esta plataforma no es enteramente obsoleta, pero su uso se limita hoy a los usos antedichos, siendo reemplazado posteriormente por los zócalos 423/478/775 (para los procesadores Intel Pentium 4 e Intel Core Duo). La empresa VIA Technologies todavía produce procesadores para zócalo 370, pero está emigrando cada vez más a la línea de procesadores Ball grid array (BGA).

## Especificaciones técnicas
El zócalo 370 fue utilizado originalmente para los procesadores Intel Celeron, pero se convirtió más adelante en plataforma para los procesadores Intel Pentium III con núcleos Coppermine y Tualatin, así como para los procesadores Cyrix III de Via-Cyrix, posteriormente renombrados VIA C3. Algunas placas base que utilizaron el zócalo 370, soportaron procesadores Intel en configuraciones duales; otros permitieron el uso de un procesador en zócalo 370 o en ranura Slot 1, en forma excluyente.

## Límites de carga mecánica para procesadores Intel con Socket 370
La mayoría de procesadores Intel para Socket 370 (Pentium III y Celeron) tienen los siguientes límites mecánicos de carga máxima que no debe superarse durante el ensamblaje del disipador de calor, las condiciones de transporte, o el uso estándar. Sobrepasar estos límites puede agrietar el procesador y quedar inservible.
| Ubicación            | Dinámico        | Estático       |
| -------------------- | --------------- | -------------- |
| Rotura en superficie | 890 N (200 lbf) | 222 N (50 lbf) |
| Rotura en borde      | 667 N (100 lbf) | 53 N (12 lbf)  |

Estos límites de carga son bastante pequeños en comparación con los límites de carga de procesadores para Socket 478. De hecho eran tan pequeñas que muchos usuarios terminaron con procesadores rotos al intentar quitar o colocar un disipador de calor para su procesador. Por otro lado, los procesadores para Socket A tenían límites menores.

## Límites de carga mecánica para procesadores Intel con difusor térmico integrado para Socket 370
Todos los procesadores Intel para Socket 370 con Difusor térmico integrado (Pentium III y Celeron 1.13–1.4 GHz) tienen los siguientes límites mecánicos de carga máxima que no debe superarse durante el ensamblaje del disipador de calor, las condiciones de transporte, o el uso estándar. Sobrepasar estos límites puede agrietar el procesador y quedar inservible.
| Ubicación      | Dinámico        | Estático        |
| -------------- | --------------- | --------------- |
| IHS superficie | 890 N (200 lbf) | 667 N (100 lbf) |
| IHS borde      | 556 N (125 lbf) | N/A             |
| IHS esquina    | 334 N (75 lbf)  | N/A             |

## Chipsetsque soportan el Socket 370

### Intel
- i440/450 chipset series

i440BX/EX/FX/GX/LX/MX/MX-100/ZX, i450GX/KX/NX
- i8XX chipset series

i810/E/E2/L, i815/E/EG/EP/G/P, i820E, i840

### Via
- VIA Apollo
- VIA Apollo Pro
- VIA Apollo Pro+
- VIA Pro133A
- VIA Pro133A Dual
- VIA Pro133
- VIA PLE133
- VIA PM133
- VIA Pro133T
- VIA PLE133T
- VIA PN133
- VIA Pro266
- VIA Pro266T
- VIA PN133T
- VIA PL133
- VIA PL133T
- VIA PM266
- VIA PM266T
- VIA CLE266
- VIA CN400

### ALi/ULi
- Aladdin Pro/ProII/TNT2/Pro 4/Pro 5/Pro 5T
- M1644T

### ATi
- S1-370-TL

### OPTi
- Discovery

### SiS
- SiS 5600
- SiS 620, SiS 630/E/ET/S/ST, SiS 633/T, SiS 635/T